# Pauropus impar
Pauropus impar är en mångfotingart som beskrevs av Cook 1896. Pauropus impar ingår i släktet grovfåfotingar, och familjen fåfotingar. Inga underarter finns listade i Catalogue of Life.